# Michael A. Raynor

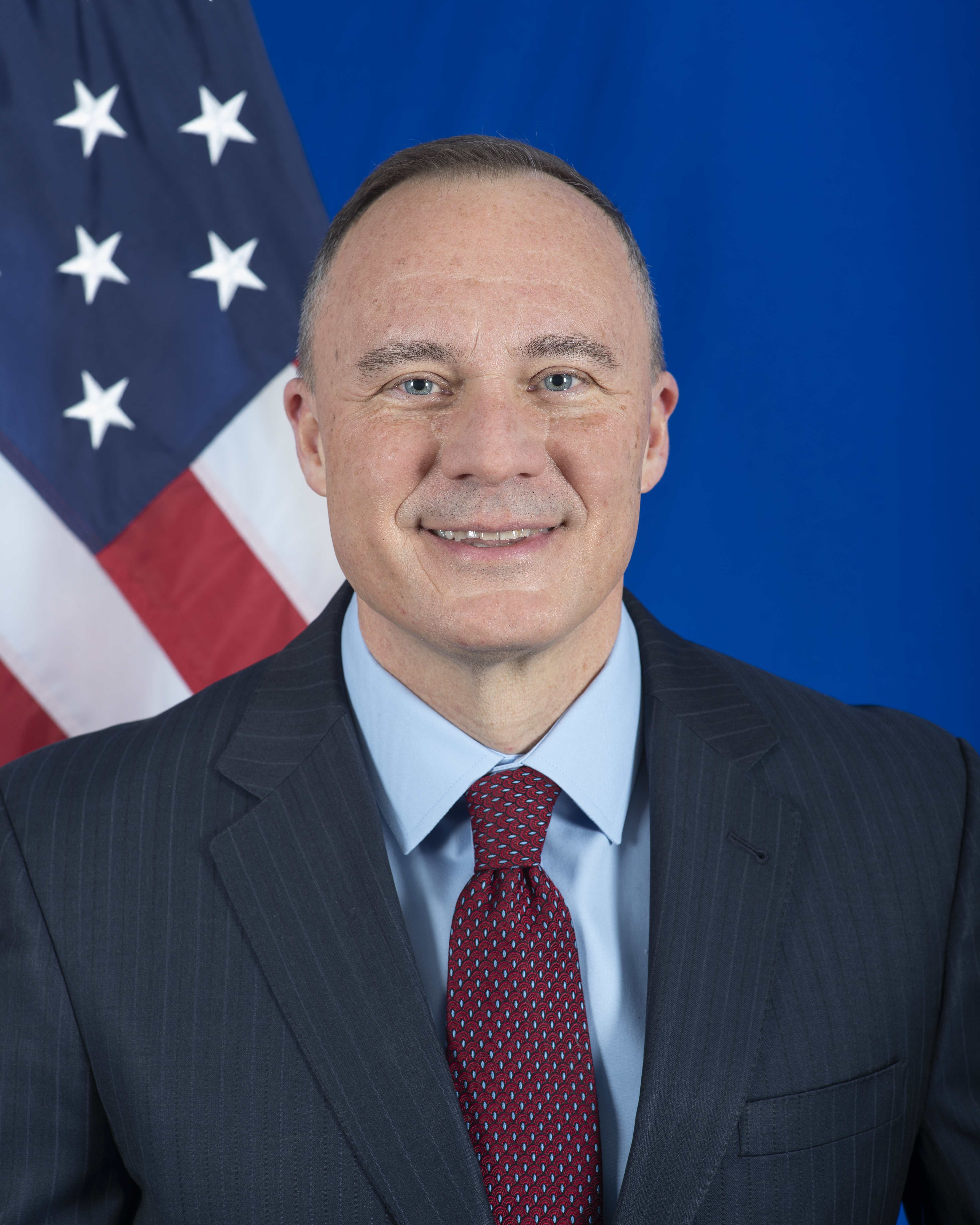
Michael A. Raynor, derzeitiger Botschafter im Senegal

Michael Arthur Raynor (* 1962 in Maryland) ist ein US-amerikanischer Diplomat, von 2012 bis 2015 Botschafter in Benin, von 2017 bis 2022 Botschafter in Äthiopien und seit 2022 Botschafter im Senegal, als der er auch als Botschafter in Guinea-Bissau akkreditiert ist.

## Leben
Raynor studierte Internationale Beziehungen am Lafayette College, wo er 1984 seinen Bachelor erhielt, und an der Columbia University, wo er 1986 seinen Master erhielt. Er betrat 1988 den US-amerikanischen Außendienst. Neben einer Zeit als Consular Officer in Luxemburg befasste er sich hauptsächlich mit afrikanischen Staaten, u. a. Simbabwe, Namibia, Guinea, Dschibuti, und der Republik Kongo. 2008 bis 2010 war er Deputy Executive Director des Bureau of African Affairs, worauf er 2010 zum Executive Director desselben Bureaus aufstieg. 2012 ernannte ihn Präsident Barack Obama zum Nachfolger James Knights auf dem Posten des Botschafters in Benin. Darauf, 2015, wurde er je ein Jahr Assistant Chief of Mission in Afghanistan und darauf Director des Office of Career Development and Assignments. 2017 ernannte ihn Donald Trump zum Botschafter in Äthiopien. 2022 machte ihn Joe Biden zum Botschafter im Senegal, der regelmäßig auch als Botschafter in Guinea-Bissau akkreditiert ist.
Er ist verheiratet und hat zwei erwachsene Kinder.